# Doki Doki Literature Club!
Doki Doki Literature Club! (às vezes abreviado como DDLC) é um romance visual de 2017 desenvolvido pela Team Salvato para computadores. A história segue um estudante que, a contragosto, entra para o clube de literatura de sua escola a pedido de sua amiga Sayori e tem a opção de desenvolver um romance com ela, Yuri ou Natsuki. A presidente do clube, Monika, também desempenha um papel importante na trama. O jogo apresenta uma estrutura narrativa não tradicional, com múltiplos finais e cenas desbloqueáveis com cada uma das personagens principais. Embora inicialmente pareça um simulador de namoro leve e descontraído, trata-se, na verdade, de um jogo de terror psicológico metaficcional que rompe constantemente a quarta parede.
O jogo foi desenvolvido pela Team Salvato, um estúdio independente americano, em um período estimado de dois anos por uma equipe liderada por Dan Salvato, anteriormente conhecido por seu trabalho com mods no Project M. Segundo Salvato, a inspiração para o jogo veio de seus sentimentos ambíguos em relação ao anime e de sua fascinação por experiências surreais e perturbadoras. O jogo foi lançado como freeware para Linux, macOS e Windows, distribuído inicialmente pelo itch.io e posteriormente disponibilizado na Steam.
Doki Doki Literature Club! recebeu atenção positiva da crítica por seu uso bem-sucedido de elementos de terror e sua natureza não convencional dentro do gênero de romance visual. O jogo também inspirou vários memes na internet e conquistou uma grande base de fãs online. Em 2018, as personagens principais de Doki Doki Literature Club! foram adicionadas ao Yandere Simulator como skins para a personagem titular. Em junho de 2018, uma onda de pânico moral ocorreu no Reino Unido após os suicídios de duas pessoas relacionados ao jogo.
Uma versão expandida do jogo, intitulada Doki Doki Literature Club Plus!, foi lançada como um jogo premium em 2021 para PCs, além dos consoles Nintendo Switch, PlayStation 4, PlayStation 5, Xbox One e Xbox Series X/S. O jogo recebeu avaliações geralmente positivas, sendo elogiado por suas histórias secundárias e jogabilidade nos consoles, mas também recebeu algumas críticas pela falta de mudanças significativas.

## Jogabilidade
Doki Doki Literature Club! é uma visual novel. Como tal, sua jogabilidade tem um baixo nível de interatividade e consiste em cenas com imagens estáticas em duas dimensões de personagens em uma perspectiva de primeira pessoa, acompanhadas por escolhas ocasionais que o jogador faz para avançar na trama suposta. As descrições e diálogos são apresentados na forma de texto acompanhante, sem dublagem. A narração do jogo é fornecida pelo protagonista do jogo (que o jogador controla), um membro do clube de literatura homônimo, ao qual foi convidado por sua amiga de infância Sayori. As escolhas que o protagonista faz afetam o desenvolvimento de seus relacionamentos com as personagens femininas principais Sayori, Yuri e Natsuki, mas, em última análise, têm pouco efeito no desfecho do jogo.
As interações dos personagens com o protagonista são principalmente influenciadas por um minigame em que o jogador "compõe" um poema escolhendo entre vários conjuntos de palavras. Cada garota do clube de literatura tem preferências de palavras diferentes, e elas reagirão positivamente quando o jogador escolher uma palavra que gostem. Por razões narrativas, Monika não está representada nesse minigame. De acordo com os resultados desses minigames, o jogador experienciará cenas com o personagem que mais gostou daquele poema em particular. Cada arco story arc é dividido em três atos e um epílogo, após o qual o jogo reinicia a cada vez com realidades cada vez mais divergentes. Em certo ponto, o jogador deve manipular os arquivos do jogo para avançar na narrativa.
Doki Doki Literature Club Plus! inclui toda a campanha principal do jogo original, mas adiciona um “desktop virtual”, permitindo o acesso aos arquivos das personagens sem a necessidade de manipular arquivos do computador. Além disso, a versão expandida apresenta imagens desbloqueáveis, trilha sonora, conteúdo relacionado à história e várias novas “histórias secundárias”. O novo conteúdo é desbloqueado ao completar a campanha principal e as histórias secundárias. As novas histórias exploram o desenvolvimento das relações entre as quatro membros do clube, bem como a formação do clube de literatura, sem qualquer interação por parte do jogador.

## Enredo
O protagonista do jogo, um adolescente no ensino médio, é convidado pela amiga de infância, Sayori, para entrar no Clube de Literatura da escola. O protagonista, relutantemente, aceita o convite e se encontra com todos os outros membros do clube. Fora Sayori, uma garota alegre, as restantes são:
- Yuri: Uma garota introspectiva, inteligente e fechada, mas que ama literatura. É a mais alta do clube, tendo 1,77 m. Tem cabelos roxos e compridos. Braço direito da líder do clube, Monika.
- Natsuki: garota mais rebelde do clube (que gosta de ler mangá), desconfia de todos, mas é uma ótima cozinheira. É a desafeta de Yuri, por, segundo ela, ser "baixinha demais" (1,54 m). Tem cabelos curtos, de cor rosada e um laço vermelhos em seus fios mais longos. Ela se comporta como uma Tsundere.
- Monika: líder do clube, inteligente, bonita, e atlética. Considerada pela escola como "a garota mais popular". Cabelo comprido, olhos verdes e uma atitude de líder característica. Monika possui uma estatura média tendo 1,70m, sendo a segunda maior do clube, participava do clube de debate um ano antes.

O protagonista (que é nomeado pelo jogador) é convidado por sua alegre melhor amiga Sayori a se juntar ao clube de literatura da escola, como um remédio para sua natureza introvertida. Ele concorda relutantemente e conhece os outros membros do clube: a assertiva Natsuki, a tímida Yuri, e a confiante presidente do clube Monika. No final de cada dia, os membros são incentivados a escrever um poema e compartilhá-lo com os outros membros no dia seguinte. Eventualmente, enquanto o clube se prepara para o próximo festival cultural da escola, em que os membros pretendem compartilhar seus poemas com um público mais amplo, Sayori revela ao protagonista que ela tem depressão. O protagonista ajuda Yuri ou Natsuki com suas tarefas, cada uma delas tentando beijar o protagonista antes de encontrar Sayori novamente. O protagonista pode confessar seu amor a Sayori ou reafirmar sua amizade com ela. Independentemente disso, no dia seguinte, Monika mostra passivamente ao protagonista um poema anormalmente mórbido de Sayori que diz repetidamente "get out of my head". Percebendo que algo aconteceu com Sayori, o protagonista corre para sua casa e descobre que ela se enforcou, e o jogo termina abruptamente.
O jogador é enviado de volta ao menu principal, com todos os arquivos salvos anteriores apagados. Ao iniciar um novo jogo, a história se repete, mas Sayori está glaringly ausente e os outros personagens não lembram de sua existência, incluindo o protagonista. Monika apresenta o protagonista ao clube em vez de Sayori. Os eventos progridem de forma semelhante à jogada original, mas alguns textos são renderizados ilegíveis, os sprites dos personagens sofrem distorções esporádicas e o que parece ser glitches de computador se tornam comuns. Além das frequentes distorções do jogo, revela-se através do diálogo e "poemas especiais" desbloqueáveis que Natsuki está desnutrida e sendo abusada pelo pai; enquanto isso, Yuri gradualmente se torna instável, obsessiva e propensa a self-harm. Quando se chega à fase de planejamento para o festival cultural, uma discussão acalorada surge sobre quem o protagonista ajudará. Após o jogador ser forçado a escolher Monika, Yuri expulsa Monika e Natsuki da sala antes de confessar seu amor pelo protagonista. Independentemente de o protagonista aceitar a confissão de Yuri, ela se esfaqueia no abdômen e morre; o script quebrado do jogo força o protagonista imóvel a assistir o corpo de Yuri se decompor lentamente ao longo do fim de semana. Quando Natsuki retorna após a reinicialização do script, ela fica horrorizada e enjoada ao ver o corpo de Yuri e foge. Monika aparece e pede desculpas ao protagonista por seu "tédio" no fim de semana antes de compensar deletando os arquivos de personagem de Yuri e Natsuki do jogo e enviando o jogador de volta ao menu principal.
Ao iniciar automaticamente um novo arquivo, o protagonista é colocado no que resta da sala do clube de literatura, sentado em frente a Monika. Ela revela que é uma personagem de videogame autoconsciente que pode manipular o código do jogo. Desesperada por não ser uma opção romântica, mas apenas uma espectadora na narrativa do jogo, ela admite ter usado sua habilidade para amplificar os traços negativos das outras garotas na tentativa de torná-las antipáticas e impedir que confessassem seu amor pelo protagonista, o que falhou apesar dos esforços de Monika. Ela então confessa obsessivamente seu amor—não ao protagonista, mas ao jogador, porque eles são reais e autônomos, em vez de programados. Monika ficará e conversará com o jogador indefinidamente sobre vários tópicos até que o jogador entre manualmente no diretório do jogo e delete seu arquivo de personagem. Inicialmente, ela se volta contra o jogador ao desaparecer, mas, no final, perdoa-o e se arrepende, restaurando o jogo e os personagens, exceto ela mesma.
Dependendo do curso de ação tomado pelo jogador, o jogo pode chegar a duas conclusões possíveis durante o epílogo. O final tradicional mostra Sayori se apresentando como a presidente do clube e expressando sua gratidão ao jogador por ter expulso Monika. No entanto, ela imediatamente adota a autoconsciência de Monika, com Monika intervindo via prompt de texto e removendo Sayori do jogo para salvar o jogador. Ao perceber que seus esforços para se redimir foram inúteis, Monika deleta o jogo inteiro enquanto os créditos rolam; tocando uma música chamada "Your Reality" que escreveu para o jogador. O jogo termina com uma nota de Monika afirmando que ela dissolveu o clube porque "nenhuma felicidade pode ser encontrada nele", mas agradece ao jogador por ter se juntado ao clube, independentemente.
Um final mais positivo ocorre se o jogador tiver visto todas as cenas cortadas opcionais e confessado seu amor por Sayori antes de testemunhar seu suicídio (o que requer salvar e carregar várias vezes antes desse ponto). Embora ainda autoconsciente, Sayori expressa sua gratidão ao jogador por apoiar emocionalmente todos os membros; despede-se em lágrimas e assegura ao jogador que todos os membros o amam. Monika então toca "Your Reality" durante os créditos, sem deletar o jogo. Após o jogo ser bloqueado, o jogador recebe uma mensagem do desenvolvedor do jogo, Dan Salvato, descrevendo suas intenções ao criar o jogo e suas opiniões sobre videogames como um todo. Ele agradece ao jogador por jogar o jogo e se juntar ao clube enquanto o jogo se encerra.
Um final prematuro ocorre se o jogador apagar o arquivo de Monika do diretório antes de iniciar um novo jogo, o que fará com que Sayori se torne a líder padrão do clube. Ao perceber a verdadeira natureza do jogo e seu papel nele, Sayori tem um ataque de pânico e fecha inadvertidamente o jogo. Ao abrir o jogo novamente, será exibida uma imagem de Sayori enforcada; se a imagem permanecer na tela por 10 minutos, as palavras "agora todos podem ser felizes" aparecerão ao lado dela.

### Doki Doki Literature Club Plus!
Além de toda a história principal, *Doki Doki Literature Club Plus!* apresenta seis novas histórias secundárias, intituladas *Trust*, *Understanding*, *Respect*, *Balance*, *Reflection* e *Self-Love*, além de uma sétima história mais curta, *Equals*. Essas histórias exploram o encontro e os relacionamentos entre as quatro membros do clube, bem como a formação do clube de literatura até o início da campanha principal. Cada uma das seis primeiras histórias foca em um conflito e sua resolução entre duas personagens, enquanto a sétima aborda a amizade entre todas elas. Diferente da campanha principal, as histórias secundárias não possuem elementos de terror nem discutem a autoconsciência das personagens.
Como uma representação fictícia do desenvolvimento do jogo, outros conteúdos relacionados à história podem ser acessados através do desktop virtual, na forma de uma caixa de e-mails de uma empresa chamada *Metaverse Enterprise Solutions*, além de arquivos na pasta do desktop. Esse conteúdo revela um grupo de pesquisadores da empresa que tentavam utilizar uma máquina virtual chamada *VM1* para criar um universo simulado. O universo resultante continha quatro entidades, uma das quais, “A”, recebeu permissões elevadas para acessar o código central, denominado *Monitor Kernel Access*. Esse universo e suas entidades são estudados durante eventos que ocorrem paralelamente à campanha principal, e os e-mails e arquivos discutem as observações dos pesquisadores sobre os acontecimentos, com o objetivo de analisar como “A” reagiria ao descobrir sua existência artificial, para avaliar a possibilidade de o universo real ser uma simulação.
Mais tarde, menciona-se a criação de um segundo universo "controle" dentro de *VM1*, no qual “A” não tem conhecimento de suas permissões elevadas, refletindo os eventos e o cenário das histórias secundárias. Eventualmente, um pequeno grupo de pesquisadores, que se autodenomina *Team Salvation*, planeja transformar o conteúdo de *VM1* em um romance visual para garantir a segurança do projeto, sugerindo que os eventos de *Doki Doki Literature Club Plus!* representam os acontecimentos de ambos os universos dentro de *VM1*.
O último e-mail desbloqueável menciona uma segunda máquina virtual, *VM2*, que os pesquisadores conseguiram construir, mas não acessar de forma confiável devido à sua instabilidade. Embora não consigam estabelecer uma conexão estável com *VM2*, eles observam que as entidades dentro desse universo parecem estar trabalhando em um projeto não descrito, chamado *Project Libitina*, que sugere uma tentativa das entidades de acessar o mundo além de sua simulação. Se o jogador concluir a coleta completa de dados — o que exige terminar todo o conteúdo do jogo e desbloquear todos os segredos —, ele terá acesso a uma oitava história secundária chamada *test.vm*. Essa história consiste apenas em uma tela descrevendo uma tentativa fracassada de conexão com o servidor de *VM2*, acompanhada por uma de várias centenas de frases selecionadas aleatoriamente, que parecem descrever o mundo e as atividades dentro do universo de *VM2*.

## Desenvolvimento
Doki Doki Literature Club! foi desenvolvido pelo programador americano Dan Salvato ao longo de aproximadamente dois anos, e é seu título de estreia na indústria de videogames. Antes de seu lançamento, Salvato era conhecido por criar a extensão FrankerFaceZ para Twitch, seu trabalho de modding na cena de Super Smash Bros., e por seus níveis personalizados em Super Mario Maker. Salvato se inspirou para criar uma visual novel por sua "relação de amor e ódio" com anime, e enfatizou o uso abundante de clichês no gênero e os enredos frequentes centrados em "garotas fofas fazendo coisas fofas", que ele via tanto como um trunfo quanto como um detrimento para o prazer do espectador. Salvato buscou criar um título que atraísse a atenção do jogador, independentemente de como eles veem pessoalmente o anime.
Discutindo os elementos de horror do jogo, Salvato explicou que se inspirou em "coisas que são assustadoras porque te deixam desconfortável, não porque empurram coisas assustadoras na sua cara." Para alcançar isso, Salvato desenvolveu a fachada de um cenário fofo, que se desintegraria ao longo do tempo junto com o comportamento dos personagens, e eventualmente revelaria o papel de um personagem maligno que havia tomado controle do jogo do jogador. Ao criar os elementos de horror do jogo, Salvato se inspirou em Yume Nikki e Eversion, e enfatizou para sua equipe que queria que o mercado de visual novels se tornasse muito mais ousado e menos dependente dos mesmos conceitos de enredo. Os personagens do jogo foram baseados em arquétipos padrão de anime e receberam nomes japoneses para enfatizar uma atmosfera pseudo-japonesa característica das visual novels produzidas no Ocidente. A única exceção a esse formato é Monika, que recebeu um nome em inglês como uma dica sobre sua natureza individual em comparação com os outros personagens.
Porque Salvato carecia de habilidade artística, ele usou um programa gratuito de criação de anime online para criar os designs iniciais dos personagens e aplicou esses designs em versões de teste do jogo. Salvato reconheceu que um produto de tal qualidade não satisfaria os potenciais jogadores, então ele fez um pedido a seu amigo, um tradutor para Sekai Project, por esboços de uniformes escolares e estilos de cabelo para os personagens. Salvato então entregou o desenvolvimento visual inicial a Kagefumi, que deixou o projeto muito cedo. Após a saída de Kagefumi do projeto, Salvato contatou a artista freelancer Satchely, que criou os sprites finais dos personagens ao longo de alguns meses. Os sprites foram criados em várias partes para dar mais variedade às poses. As imagens de fundo foram originalmente criadas como modelos tridimensionais e, em seguida, processadas pelo artista VelinquenT.
Salvato também compôs a trilha sonora do jogo. A composição introdutória, "Doki Doki Literature Club!", é principalmente realizada por piano e flauta, com acompanhamento de cordas. A composição "Okay, Everyone!" tem cinco versões diferentes, quatro das quais são executadas por diferentes instrumentos musicais que representam cada um dos quatro personagens femininos. A versão de Monika enfatiza o piano, a versão de Yuri usa pizzicato e harps, a versão de Natsuki é tocada por xylophone e recorder, e a de Sayori é tocada por ukulele. A trilha sonora do jogo é geralmente calma e serena, com exceção de duas faixas, "Sayo-nara" e "Just Monika", que são ominosas em tom. "Your Reality", uma canção vocal tocada durante os créditos finais, é cantada por Jillian Ashcraft.

## Lançamento

Logo de Doki Doki Literature Club!

Doki Doki Literature Club! foi lançado pela primeira vez em 22 de setembro de 2017, no itch.io, e mais tarde também foi lançado no Steam. O jogo está disponível como freeware com um modelo opcional de pay what you want. Pagar uma certa quantia desbloqueia um "Fan Pack" bônus que inclui papéis de parede para desktop e mobile, a trilha sonora oficial do jogo e um livreto digital de artes conceituais. A trilha sonora do jogo foi lançada em dois compact discs consistindo de 15 e 10 faixas, respectivamente. O primeiro CD contém todas as composições principais do jogo, enquanto o segundo consiste em remixes e arranjos alternativos. Em 28 de setembro de 2017, Dan Salvato postou uma faixa adicional da trilha sonora de Doki Doki Literature Club! chamada "doki17.mp3" no servidor de Discord não oficial de Doki Doki Literature Club!, referindo-se a ela como "uma faixa inacabada que não entrou no jogo" que "[embora] esteja bem longe de estar finalizada [ainda era] algo agradável". A trilha sonora teve outro lançamento pela iam8bit em "vinil" de "smoke crimson" no primeiro trimestre de 2019.

Logo de Doki Doki Literature Club Plus!

Em janeiro de 2020, Salvato anunciou que novo conteúdo seria adicionado a Doki Doki Literature Club!, mas esclareceu que não estava fazendo uma sequência do jogo. Em 11 de junho de 2021, a Team Salvato e a editora Serenity Forge anunciaram que uma edição premium de Doki Doki Literature Club!, intitulada Doki Doki Literature Club Plus!, seria lançada digitalmente para Nintendo Switch, PlayStation 4, PlayStation 5, Windows, Xbox One, e Xbox Series X/S em 30 de junho. Uma versão física para Nintendo Switch, PlayStation 4 e PlayStation 5 também seria vendida na loja online da Serenity Forge. Em 4 de abril de 2021, foi anunciado que a PQube distribuiria a edição física do jogo na Europa. No dia do lançamento de Plus, foi anunciado que o jogo seria localizado e lançado no Japão pela Playism mais tarde naquele ano. Plus foi lançado para macOS em 12 de agosto de 2021.
A versão expandida apresenta uma atualização visual para alta definição completa, seis novas histórias secundárias, mais de 100 imagens desbloqueáveis, 13 novas faixas de música de Nikki Kaelar, Jason Hayes e Azuria Sky, e um reprodutor de música com a opção de criar listas de reprodução personalizadas ou repetir uma única faixa em um loop indefinido. As histórias secundárias ocorrem fora da continuidade do jogo original e mostram como os membros do clube se conheceram e se tornaram amigos. O jogo foi portado do motor Ren'Py para Unity, o que permitiu a implementação de recursos adicionais e um desenvolvimento consistente entre plataformas. Cópias físicas de Plus! foram anunciadas para serem lançadas em 30 de julho de 2021, mas foram adiadas para o final de setembro, e depois para outubro, devido à pandemia de COVID-19.

## Recepção
Gita Jackson da Kotaku descreveu Doki Doki Literature Club! como "um jogo verdadeiramente especial", acrescentando "se você gosta de jogos de terror, especialmente aqueles que realmente ficam sob sua pele, confira o Doki Doki Literature Club". Tom Philip da GQ chamou-o como "um dos jogos mais assustadores que eu já joguei." Ele prosseguiu para louvar a escrita do jogo dizendo que continha "algumas das técnicas narrativas mais perversamente inventivas que eu já vi", mas comentou que, às vezes, sentia-se como "um slog, clicando em infinitas quantidades de conversas inãs e flirty sobre poesia".
Nos seus primeiros três meses de lançamento, Doki Doki Literature Club! foi baixado mais de um milhão de vezes, e ultrapassou a marca de dois milhões de downloads aproximadamente um mês depois.
Nos prêmios "Melhores de 2017" da IGN, o jogo ganhou o People's Choice Award como o "Melhor jogo para PC", "Melhor jogo de aventura" (para o qual também foi vice-campeão), "Melhor história", e "Maior inovação". A EGMNow classificou o jogo em 16º na sua lista dos 25 Melhores Jogos de 2017. Também foi nomeado para o "Prêmio de Intimidade Cultural Matthew Crump" e "Tendências de Jogo do Ano" no SXSW Gaming Awards de 2018.